# Alliance de compagnies aériennes
 (octobre 2023).
Si vous disposez d'ouvrages ou d'articles de référence ou si vous connaissez des sites web de qualité traitant du thème abordé ici, merci de compléter l'article en donnant les références utiles à sa vérifiabilité et en les liant à la section « Notes et références ».

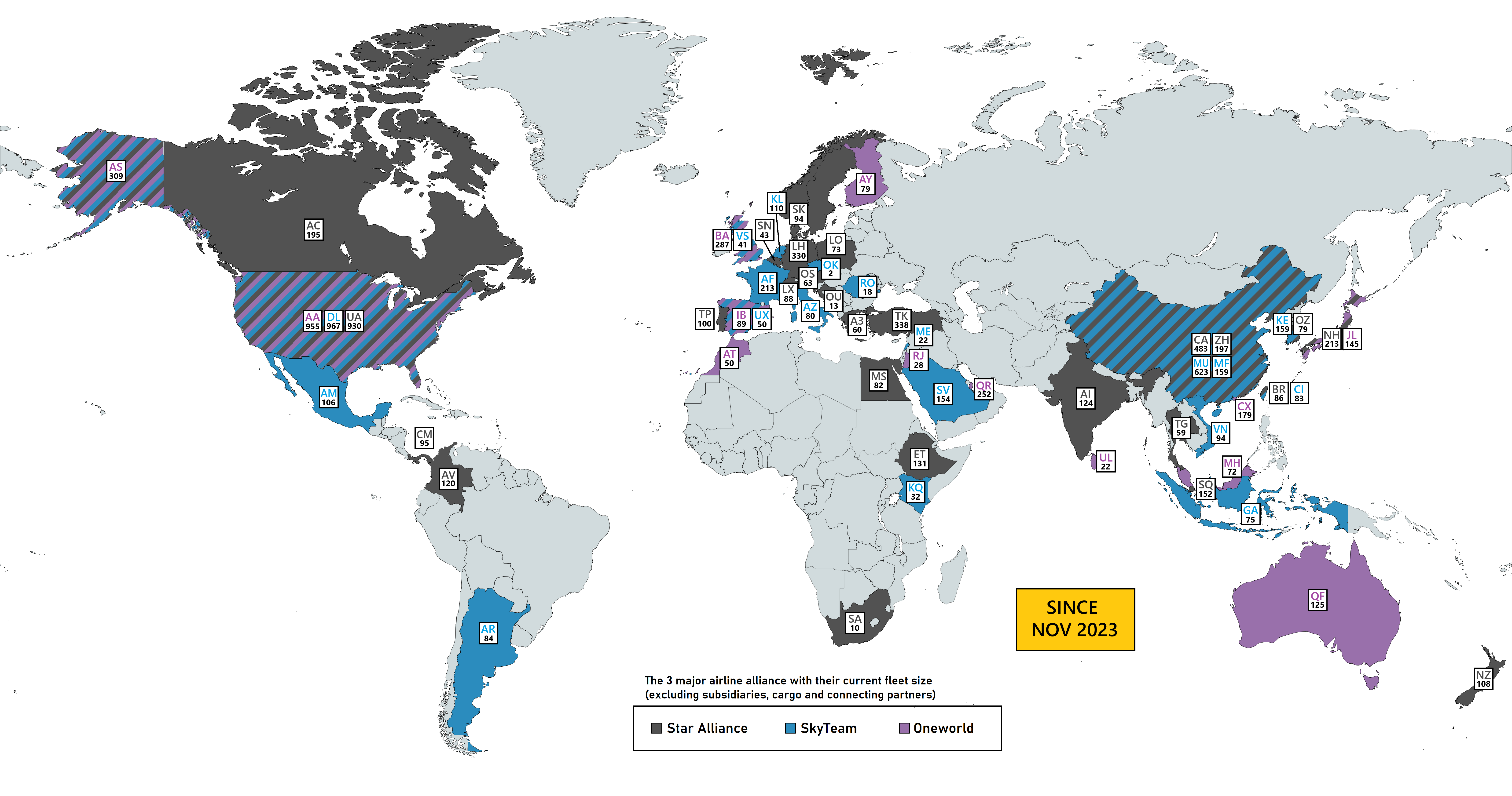
Carte du monde montrant les 3 principales alliances de compagnies aériennes et la taille de la flotte de leur compagnie aérienne nationale (hors filiales, cargo et partenaires de connexion). À partir du 1er novembre 2023.
Star Alliance
SkyTeam
Oneworld

Les alliances entre compagnies aériennes sont des accords de coopération entre compagnies aériennes.  
Les compagnies aériennes opèrent généralement à partir d'une base centrale, depuis laquelle leurs lignes rayonnent vers les escales de destinations plus ou moins lointaines (si certaines compagnies en ont plusieurs, cette situation résulte le plus souvent d'une acquisition ou d'une fusion avec une autre compagnie). La base centrale regroupe les services administratifs et commerciaux et, surtout, la maintenance des avions. Optimiser la gestion de la base est beaucoup plus facile qu'aux  escales, qui représentent une charge d'autant plus importante qu'elles sont nombreuses et que les coûts fixes y sont moins aisément compressibles. C'est en particulier le cas pour les services de maintenance des avions, qui requièrent à la fois des ateliers, des stocks de pièces et des équipes de techniciens spécialisés. 
Depuis longtemps, partant du constat qu'une escale distante est souvent la base centrale d'une compagnie locale (et réciproquement), les compagnies aériennes passaient des accords, qui portaient sur des domaines aussi divers que le partage des comptoirs d'aéroport, du personnel commercial, des services de maintenance, etc.
Parallèlement, sur le plan commercial, l'extension des compagnies à l'extérieur de leur territoire étant limitée en raison des accords étatiques limitant la concurrence sur certains trajets, les plus grandes compagnies américaines ont engagé des programmes de création d'alliances, d'abord avec les plus grandes compagnies européennes et asiatiques puis avec des compagnies moins importantes. Dans le contexte de multiplication d'accords bilatéraux, la création d'alliances s'inscrit comme une nouvelle étape de rationalisation.
Cette rationalisation s'est globalisée. Elle a conduit à l'unification des programmes de fidélisation des compagnies aériennes, en leur donnant une dimension plus large. Pour fonctionner efficacement, ces programmes doivent permettre au passager de relier un maximum de destinations. La mondialisation conduit aussi à proposer des vols en partage de code : l'une des compagnies assure le vol qui est identifié avec le code de chacune d'elles et chacune des compagnies est représentée à l'escale par du personnel de la compagnie locale.
Il est peu probable que le nombre de ces alliances diminue car les autorités des États-Unis et de l'Union européenne sont soucieuses du maintien de la concurrence.
La plus ancienne alliance de grande taille encore en activité aujourd'hui date de 1989, lorsque Northwest Airlines et KLM signèrent un accord de vol en partage de code à grande échelle : désormais ces deux compagnies font toutes deux partie de Skyteam depuis la fusion de KLM avec Air France en 2004 et de Northwest Airlines avec Delta Air Lines en 2010.

## Objectifs d'une alliance pour une compagnie
- Extension de son réseau (et donc du bouquet de destinations qu'elle propose) par l'adjonction de lignes exploitées par ses alliées via des accords de partage de code. La plupart des alliances ont débuté par ce genre d'accords.
- Augmentation de la fréquence de desserte grâce à ces mêmes accords.
- Rationalisation des coûts grâce au dégagement de synergies: partage des services au sol (points de vente, d'enregistrement, des salons d'attente privés), des locaux et équipements de maintenance des aéronefs, de certains services administratifs)
- Facilitation des investissements grâce à l'union face aux fournisseurs (sociétés aéroportuaires, autorités administratives et politiques...) et aux partages des coûts
- Fidélisation des passagers avec en particulier la création d'un programme commun d'accumulation de points donnant droit à des voyages gratuits (les Miles pour Skyteam)
- Standard de services similaires sur l'ensemble du réseau.

## Impact pour les voyageurs

### Positifs
- Des prix potentiellement plus bas
- Une potentielle flexibilité accrue grâce à des horaires de départ plus diverses
- Des correspondances facilitées et un enregistrement unique
- Des temps de trajet réduits grâce à la synchronisation des vols
- Un choix plus important de salons d'attente privés

### Négatifs
- Une potentielle hausse des prix sur des lignes où le jeu des alliances appauvrit de fait la concurrence
- Une fréquence des vols potentiellement plus basse du fait de la rationalisation des rotations que permettent les alliances

## Principales alliances
Les trois principales alliances sont :
|                                                                                    | Star Alliance | Skyteam | Oneworld |
| ---------------------------------------------------------------------------------- | --- | --- | --- |
| Date de création                                                                   | 14 mai 1997 | 22 juin 2000 | 1 février 1999 |
| Nombre de compagnies                                                               | 24 | 19 | 14 |
| Passagers par année (2019)                                                         | 762 millions | 676 millions | 490 millions |
| Pays                                                                               | 195 | 170 | 170 |
| Destinations                                                                       | 1300+ | 1150+ | 1000+ |
| Taille de la flotte                                                                | 5000 | 3600 | 3300 |
| Vols quotidiens                                                                    | 19000+ | 15445+ | 13000+ |
| Chiffre d'affaires en milliards USD (2018)                                         | 213,2 | 152,9 | 142,4 |
| Salons d'aéroport                                                                  | 1000+ | 790+ | 650+ |
| Participants (hors membres associés)                                               | Aegean Airlines Air Canada A Air China Air India Air New Zealand All Nippon Airways Asiana Airlines Austrian Airlines Avianca Brussels Airlines Copa Airlines Croatia Airlines EgyptAir Ethiopian Airlines EVA Air LOT Polish Airlines Lufthansa A Shenzhen Airlines Singapore Airlines South African Airways Swiss International Air Lines TAP Air Portugal Thai Airways A Turkish Airlines United Airlines A | Aerolíneas Argentinas Aeroméxico A Air Europa Air France A China Airlines China Eastern Airlines Czech Airlines Delta Air Lines A Garuda Indonesia ITA Airways Kenya Airways KLM Korean Air A Middle East Airlines Saudia Scandinavian Airlines B TAROM Vietnam Airlines Virgin Atlantic XiamenAir | Alaska Airlines American Airlines A British Airways A Cathay Pacific A Fiji Airways Finnair Iberia Japan Airlines Malaysia Airlines Qantas A Qatar Airways Royal Air Maroc Royal Jordanian SriLankan Airlines |
| Connecting Partners,                                                               | Juneyao Airlines Thai Smile | NC | NC |
| Partenaire intermodal                                                              | Deutsche Bahn, | NC | NC |
| Siège social                                                                       | Singapour, Singapour | Haarlemmermeer, Pays-Bas | Fort Worth, États-Unis |
| Points forts du réseau                                                             | Amérique du Nord (AC, CM, UA) Amérique du Sud (CM, AV, TP) Europe de l'Ouest (SN, LH, LX, TP, OS, SK) Europe de l'Est (LO, A3, OU) Afrique (MS, ET, SA, TK) Moyen-Orient (MS, LH, TK) Asie (SQ, CA, ZH, BR, TG, NH, OZ, AI, UA) Australie & Nouvelle-Zélande (NZ) | Amérique du Nord (DL, AM) Amérique du Sud (AM, AR) Europe de l'Ouest (AF, KL, AZ) Europe de l'Est (SU, OK, RO) Afrique (KQ) Moyen-Orient (SV, ME) Asie (KE, CI, MU, MF, VN, GA) | Amérique du Nord (AA) Europe de l'Ouest (BA, AY, IB) Moyen-Orient (RJ, QR) Asie (CX, MH, JL, S7) Australie & Nouvelle-Zélande (QF, FJ) Afrique (AT)                                                           |
| Points faibles du réseau                                                           | NC | Australie & Nouvelle-Zélande | Amérique du Sud (depuis le départ de LATAM) |
| A Les membres fondateurs B Membre fondateur de Star Alliance, en est parti en 2023 | | | |

Les points forts du réseau sont définis comme les continents ou les régions où l'une des compagnies participantes dispose d'une plateforme de correspondance et d'un réseau dense.

Les points faibles du réseau sont les régions où aucune des compagnies participantes ne dispose d'un réseau suffisant. 
Les trois alliances ci-dessus représentent plus de 50 % du trafic passager[réf. souhaitée].

## Autres alliances
- Alianza Summa, regroupant (mars 2004) les compagnies Avianca, SAM et ACES.
- AiRUnion, regroupant des compagnies russes comme KrasAir, Domodedovo Airlines, Samara Airlines, Omskavia Airlines, Sibaviatrans, Aeroflot.
- KLM, Northwest Airlines et Continental étaient dans une alliance (Wings Alliance). Après la fusion de KLM et d'Air France, ces compagnies font partie de SkyTeam, depuis septembre 2004. Puis en 2008, Continental fusionne avec United Airlines, membre de Star Alliance.
- WOW Alliance
- Skyteam Cargo
- Alliance Vanille: alliance de compagnies aériennes de l'Océan Indien